# Bergüenda
Bergüenda (oficialmente Bergonda/Bergüenda) es un concejo del municipio de Lantarón, en la provincia de Álava, País Vasco, España. 

## Toponimia
Figuran varias denominaciones de la localidad como Vergonda - (1016), Berguenda - (1082), Bergüenda - (1175), Bergonda - (1185), entre otros.

## Geografía física
Es un concejo muy bien comunicado, ya que en el kilómetro 320 de la A-2625, hay un acceso directo hacia Bilbao, Burgos y en las cercanías de Miranda de Ebro (17 kilómetros). La capital alavesa (Vitoria) se encuentra a poco menos de 40 kilómetros.
Se encuentra frente al monte Bachicabo (1.200 msnm), en el entorno del Valle de Gobía o Valdegovía, a pocos kilómetros de la localidad de Espejo. Es una de las localidades que forma parte de la Cuadrilla de Valles Alaveses o Añana. 
Es atravesado por el río Omecillo que a poco más de un kilómetro  desagua sus aguas en el Ebro, a la altura de Puentelarrá. 
| Noroeste: Bachicabo             | Norte: Espejo    | Nordeste: Salinas de Añana |
| Oeste: Sobrón                   |                  | Este: Alcedo               |
| Suroeste: Villanueva-Soportilla | Sur: Puentelarrá | Sureste: Fontecha          |

## Historia
El pueblo se encontraba en plena calzada romana y hay restos de la edad de hierro. Se sabe que existía esta población en el s. X por documentos hallados en el monasterio de San Millán; se la denominaba Bergonda (año 913). En esta información consta como perteneciente al patrimonio real; pero después pasó al patrimonio del conde de Orgaz y luego al de Villamenzar, a quien pagaban los vecinos nobles un tributo anual de 42 ducados y los pecheros gallinas para Navidad. Los vecinos podían elegir libremente las autoridades municipales y el señor confirmaba y recibía juramento al alcalde mayor. Formó parte, en tiempos modernos, de una hermandad de la cuadrilla de Vitoria. Por eso, en el s. XVI, se inicia una información para obtener la exención de la villa en el pago de la «moneda forera».
A mediados del siglo XIX, el ayuntamiento de Bergüenda lo comprendían dicho concejo y los concejos de Fontecha, Puentelarrá, Sobrón y Alcedo, con una población total de 640 habitantes.
Hasta el año 1978 tenía ayuntamiento propio, fusionándose posteriormente con el vecino ayuntamiento de Salcedo, creándose el actual Ayuntamiento de Lantarón.
Aparece descrito en el cuarto volumen del Diccionario geográfico-estadístico-histórico de España y sus posesiones de Ultramar de Pascual Madoz de la siguiente manera:

BERGUENDA: ayunt. en la prov. de Alava (á Vitoria 6 leg.), part. jud. de Añana (1), aud. terr. y dióc. de Burgos (14), c. g. de las prov. Vascongadas: sit. al SO. de la prov. formando uno de los límites con la de Burgos, en terreno montuoso, pero bien ventilado y clima saludable. Comprende la v. de su nombre, y las de Fontecha, Puentelarrá, y Sobron. Confina N. y E. ayunt. de Valdegovia; S. r. Ebro; y O. montañas de Bezantes. El terreno aunque desigual y escabroso, es bastante fértil: sus cerros se hallan poblados de robles, encinas y otros árboles, con esquisitas yerbas de pasto para el ganado. En varios sitios brotan fuentes, cuyas aguas se aprovechan para beber y para otros objetos, juntamente con las del r. Omecill, que cruza de N. á S. y confluye en el Ebro mas arriba de Puentelarrá; en cuyas inmediaciones hay un puente sobre este último, y otro en la cab. del ayunt. para pasar el Omecillo. Los caminos son de pueblo á pueblo, y tambien los hay para viajar al interior de la prov. de Vizcaya, y á las Castillas. prod.: trigo, cebada, avena, legumbres, hortaliza, frutas y pastos para alimento del ganado vacuno, mular, de lana y cabrio; hay caza mayor y menor y pesca de diferentes clases. ind.: ademas de la agrícola, hay varios molinos harineros. pobl.: 132 vec., 640 alm. riqueza y contr.: (V. Alava intendencia). Asciende el presupuesto municipal á 2000 rs. el cual se cubre por reparto entre los vec. á falta de propios y arbitrios.
(Madoz, 1846a, p. 260)

Por aquel entonces, la cabecera del ayuntamiento tenía 280 habitantes, y figuraba descrita con las siguientes palabras en la misma obra:

BERGUENDA: v. cab. del ayunt. de su nombre, en la prov. de Alava (6 leg. á Vitoria), part. jud. de Añana (1), aud. terr. y dióc. de Burgos (14), c. g. de las prov. Vascongadas (6): sit. á la der. del r. Omecillo, con libre ventilacion y clima templado, siendo las enfermedades mas comunes, catarros, pulmonias y pleuresias. Tiene 45 casas distribuidas en 2 barrios llamados de arriba y de abajo ó del puente, casa municipal, cárcel, escuela de primeras letras frecuentada por 58 niños de ambos sexos, cuyo maestro percibe 1,300 rs. de sueldo anual; una parr. (San Juan Bautista), servida por un cura, una ermita algo deteriorada bajo la advocacion de Sta. Eulalia, y 2 fuentes de buenas aguas para surtido de los vec., sin contar otras 8 que hay en varios puntos del térm. Confina N. Espejo; E. Alcedo; S. Puentelarrá, y O. Bachicabo de cuyos límites dista 1/2 leg. poco mas ó menos. Le cruza hácia el E. el mencionado r. Omecillo, sobre el cual hay un puente en la misma direccion, y sus aguas dan impulso á 2 molinos harineros. El terreno, aunque desigual, es bastante fértil: comprende hácia el O. un monte medianamente poblado de árboles. Los caminos son locales, atravesando tambien por el térm. el que desde Bilbao conduce á Pancorbo, en buen estado: el correo se recibe de Miranda de Ebro por balijero tres veces á la semana. prod.: trigo, comuña, cebada, avena, habas, alholvas, maiz, patatas y otros frutos; se cria ganado lanar y cabrio, con el mular y vacuno preciso para las labores: hay caza de liebres, conejos y perdices, y pesca de barbos, truchas, anguilas y otros peces menudos. pobl.: 43 vec., 280 alm. riqueza y contr. (V. Alava intedencia). Aunque en lo antiguo el señorio de esta v. pertenecia al conde de Orgaz, posteriormente radicó en la casa del marqués de Villamenazar, á quien se pagaban por razon de alcabala 42 ducados anuales, contribuyéndole algunas casas plebeyas (pues lo general del vecindario era del estado noble), con un determinado número de pollas en Navidad.
(Madoz, 1846b, p. 260)

## Geografía humana

### Demografía
| Gráfica de evolución demográfica de Bergüenda entre 1842 y 1970 |
| |
| Población de derecho según los censos de población del INE Población de hecho según los censos de población del INEEntre el censo de 1981 y el anterior, este municipio desaparece porque se agrupa en el municipio 01902 (Lantarón) |

| Gráfica de evolución demográfica de Bergüenda entre 2000 y 2017 |
|                                                                 |
| Población de derecho según los censos de población del INE.     |

## Cultura

### Patrimonio material
- En su entorno se encontraba la fortaleza del condado de Lantarón y tuvo una torre defensiva de los condes de Orgaz.

- Tenía palacio en este pueblo la familia Hurtado de Corcuera.[10][11]

- Puente medieval sobre el río Omecillo, del que se apunta un origen romano.[12] Hoy en día su uso es exclusivamente peatonal y existe un puente moderno para el paso de vehículos.
- Iglesia de San Juan Bautista (siglo XIX).[13]
- Molino Barrio del Puente, junto al río Omecillo.[14]
- Fuente-abrevadero Barrio del Puente.[15]
- Puente del Barrio de Abajo de finales del siglo XVI, con el auge del comercio Burgos-Bilbao.[16]
- Juego de bolos.[17]
- Fábrica de Coñac Marqués de Barambio.[18][19]

### Patrimonio inmaterial
- Carnaval tradicional dejó de celebrarse tras la guerra civil. Aparecían unos personajes llamados cácarros.[3]
- Fiestas patronales el 24 de junio, por San Juan.[20]
- A la ermita románica de San Martín de Lantarón acuden en romería los pueblos de Alcedo, Bergüenda, Puentelarrá, Sobrón y Villanueva Soportilla (Burgos).[20]